# 전진영 (1972년)
전진영(全眞英, 1972년~)은 대한민국의 제7대 부산광역시의원(2014. 7.~2018. 6.)이다. 대구광역시 출생이다.

## 학력
- 동아대학교 독어독문학과 졸업
- 부산대학교 사회학과 석사 과정 수료

## 경력
- KBS 작가
- KNN 작가
- KNN 라디오 PD
- 2014. 4.~2014. 8. 새정치민주연합 부산시당 대변인
- 2014. 7.~2018. 6. 제7대 부산광역시의회 의원
- 2014. 7.~2016. 7. 제7대 부산광역시의회 전반기 운영위원회 위원
- 2014. 7.~2016. 7. 제7대 부산광역시의회 전반기 기획재경위원회 위원
- 2015. 7.~2016. 7. 제7대 부산광역시의회 전반기 예산결산특별위원회 위원
- 2014. 10.~2015. 7. 제7대 부산광역시의회 원전특별위원회 위원
- 2015. 8.~2015. 8. 제7대 부산광역시의회 문화관련행정사무조사특별위원회 위원
- 2016. 7.~2018. 6. 제7대 부산광역시의회 후반기 기획행정위원회 위원
- 2017. 7.~2018. 6. 제7대 부산광역시의회 후반기 예산결산특별위원회 위원
- 2016. 12.~2017. 11. 제7대 부산광역시의회 서민경제특별위원회 위원
- 2017. 3. 더불어민주당 출당 및 국민의당 입당
- 2017. 4. 12.~2017. 5. 국민의당 안철수 대선후보 부산시당 공동선거대책본부장
- 2017. 5.~2017. 8. 국민의당 비상대책위원회 위원
- 국제해양영화제 홍보자문위원
- 포럼 통합과시대교체 공동운영위원
- 2020. 12.~2021. 3. 박형준 국민의힘 부산시장 예비후보 대변인
- 2021. 3.~2021. 4. 국민의힘 부산시당 4.7 부산시장 보궐선거 선거대책위원회 공동대변인
- 2021. 4.~2021. 4. 부산미래혁신위원회 대변인
- 2021. 4.~2021. 5. 박형준 부산시장 소통홍보 보좌관
- 2021. 5.~ 박형준 부산시장 정무기획 보좌관

## 역대 선거 결과
|  | 32.84% |

|  | 0.17% |